# Þrístiklufjall
Þrístiklufjall är en kulle i republiken Island. Den ligger i regionen Norðurland eystra, 300 km nordost om huvudstaden Reykjavík. Toppen på Þrístiklufjall är 434 meter över havet, eller 71 meter över den omgivande terrängen. Bredden vid basen är 3,2 km.
Trakten runt Þrístiklufjall är nära nog obefolkad, med mindre än två invånare per kvadratkilometer. Det finns inga samhällen i närheten. Trakten runt Þrístiklufjall består i huvudsak av gräsmarker.